# Thomas Rau
Thomas Rau (31 juli 1960) is een Duitse architect en innovator die werkt en woont in Amsterdam. Hij is de oprichter van architectenbureau RAU en het bedrijf Turntoo en vooral bekend om zijn duurzame en circulaire gebouwen. In 2013 werd hij uitgeroepen tot architect van het jaar.

## Levensloop
Rau werd op 31 juli 1960 geboren in Gummersbach, Duitsland. Als jongen van 10 verbrandde hij zijn onderlichaam bij een ongeluk met een barbecue. In eerste instantie volgde hij een opleiding tot danser. Thomas Rau was werkzaam voor architectenbureau Alberts en Huut. Vanaf 1990 is Rau werkzaam in Amsterdam, waar hij in 1992 architectenbureau RAU opricht, samen met zijn vrouw Sabine Oberhuber.
Tot 2010 legde Rau het accent in zijn ontwerpen op duurzaam bouwen, tot hij zich naar eigen zeggen realiseerde dat dit niet voldoende was om bij te dragen aan een betere wereld. Daarom ontwikkelde hij het zogenaamde materialenpaspoort voor gebouwen. Hierin staat omschreven welke materialen er gebruikt zijn in een gebouw en hoe het kan worden gedemonteerd. Dit maakt het volgens Rau eenvoudiger om een gebouw te recyclen als het aan het einde van zijn levensloop is gekomen. Het uitgangspunt voor dit materialenpaspoort is het zogenaamde circulaire bouwen en de Cradle to Cradle gedachte: materiaal gaat weer terug naar de producent of de oorsprong, en verwordt daarmee niet tot afval maar tot nieuwe grondstof. In 2010 richtte hij samen met Sabine Oberhuber het bedrijf Turntoo op. Dit bedrijf richt zich op het ontwerpen van circulaire ontwerpprocessen voor gebouwen.
In 2016 lanceerde Rau het zogenaamde madaster, een kadaster van materialen. Dit is een database waarin alle onderdelen van een gebouw en het materiaal waarvan ze zijn gemaakt worden vastgelegd. Hierdoor kan het materiaal dat in een gebouw gebruikt wordt als dit gebouw wordt afgebroken weer worden hergebruikt. Zelf noemt Rau dit de Burgerlijke Stand voor materialen. In 2019 werd Madaster Switzerland gelanceerd.
In 2016 schreef Thomas Rau en Sabine Oberhuber het boek Material Matters, dat inmiddels is vertaald in het Italiaans, het Engels en het Duits. Van de Nederlandse versie (ISBN 9789461562258) zijn al ruim 40.000 exemplaren verkocht.

## Werken
Thomas Rau ontwierp o.a. de volgende gebouwen:
- kantoorgebouw voor ING[3]
- 1999: het stadhuis van Zutphen[3]
- 1999 - 2004: Stadskantoor van Middelburg[12]
- 2006: hoofdkantoor van het Wereld Natuurfonds in Zeist.[13] Dit gebouw wekt evenveel energie op als het verbruikt.[4]  Het eerste CO2 neutrale & zelfvoorzienende kantoorgebouw van Nederland[14]
- 2006-2010: British school in Den Haag[15]
- 2011: eerste energieleverende schoolgebouw in Nederland, het Christian Huygens College te Eindhoven
- 2012: eerste energiepositieve kantoorgebouw in Frankrijk, Woopa in Lyon
- 2012: kantoor INretail (voorheen CBW Mitex) in Zeist
- 2013: Het gemeentehuis Brummen, bekroond met de Award Duurzame Architectuur 2013[16]
- 2015: renovatie tot circulair en energiepositief kantoor: Liander (Duiven), met hergebruik van bestaande materialen[17]
- 2016: Karel de Grote Hogeschool in Antwerpen[18]
- 2019: TIJ - Vogelobservatorium TIJ in Stellendam (ontwerp samen met RO&AD) - ARC19 Detail Award,[19] finalist voor de BNA Beste Gebouw van het Jaar 2020[20]
- 2019: Triodos Bank - hoofdkantoor van Triodos Bank in Reehorst, Zeist - eerste circulaire volledig remontabele kantoorgebouw in hout, bekroond met verschillende prijzen: Kantoorgebouw van het Jaar (Architectenweb),[21] Cobouw Award in de categorie Meest Duurzame Project,[22] Award Natuurinclusief Bouwen en Ontwerpen (Vogelbescherming, Zoogdiervereniging)[23]
- 2022: Juf Nienke (samen met SeARCH) - Eerste circulaire en remontabele woningbouwproject, CO2-vrij, Amsterdam[24]
- 2023: Nederlands paviljoen Expo Osaka 2025 (consortium ‘A New Dawn’) - circulair paviljoen ontworpen als antropegene zon[25]

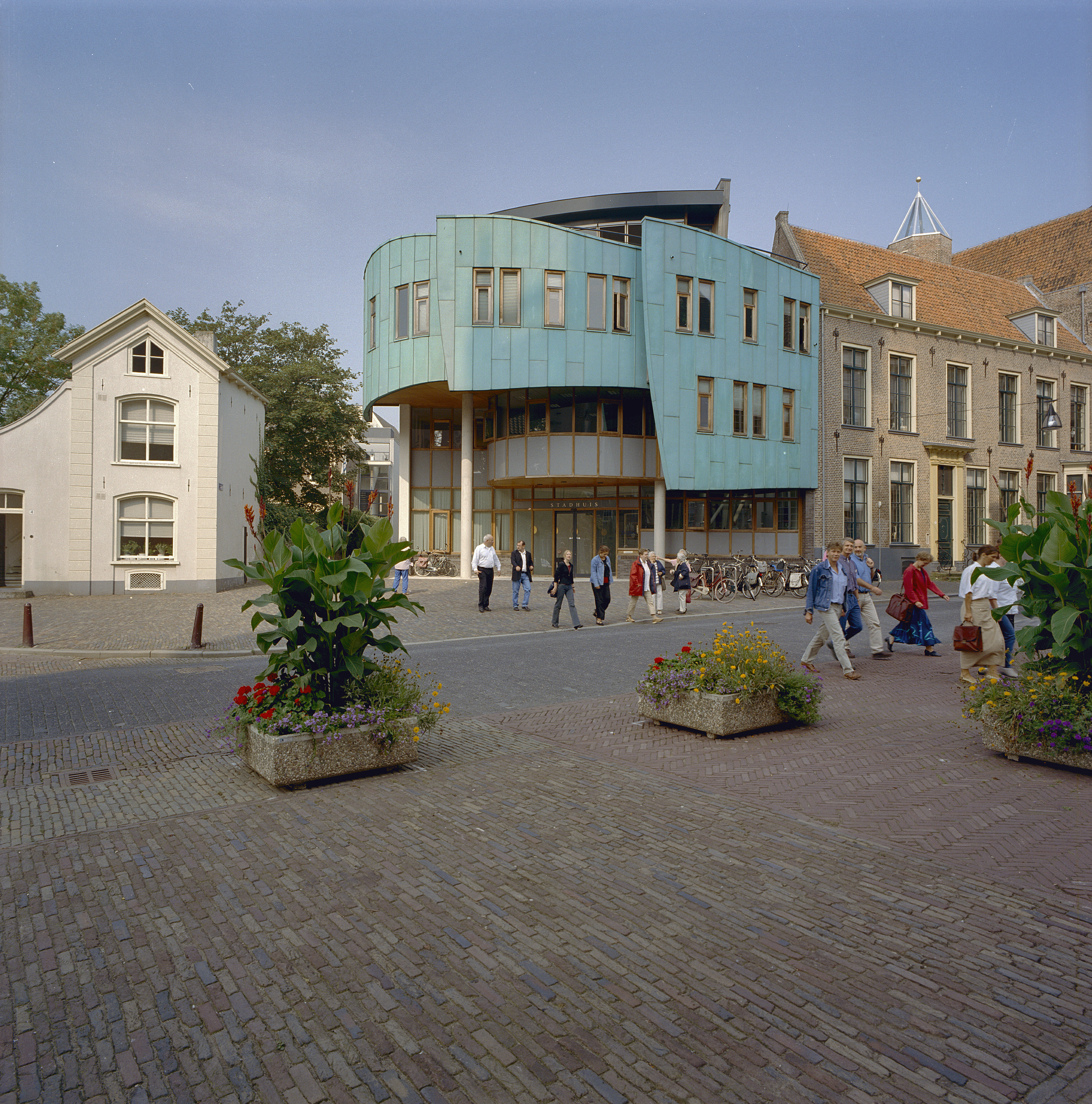
Stadhuis Zutphen
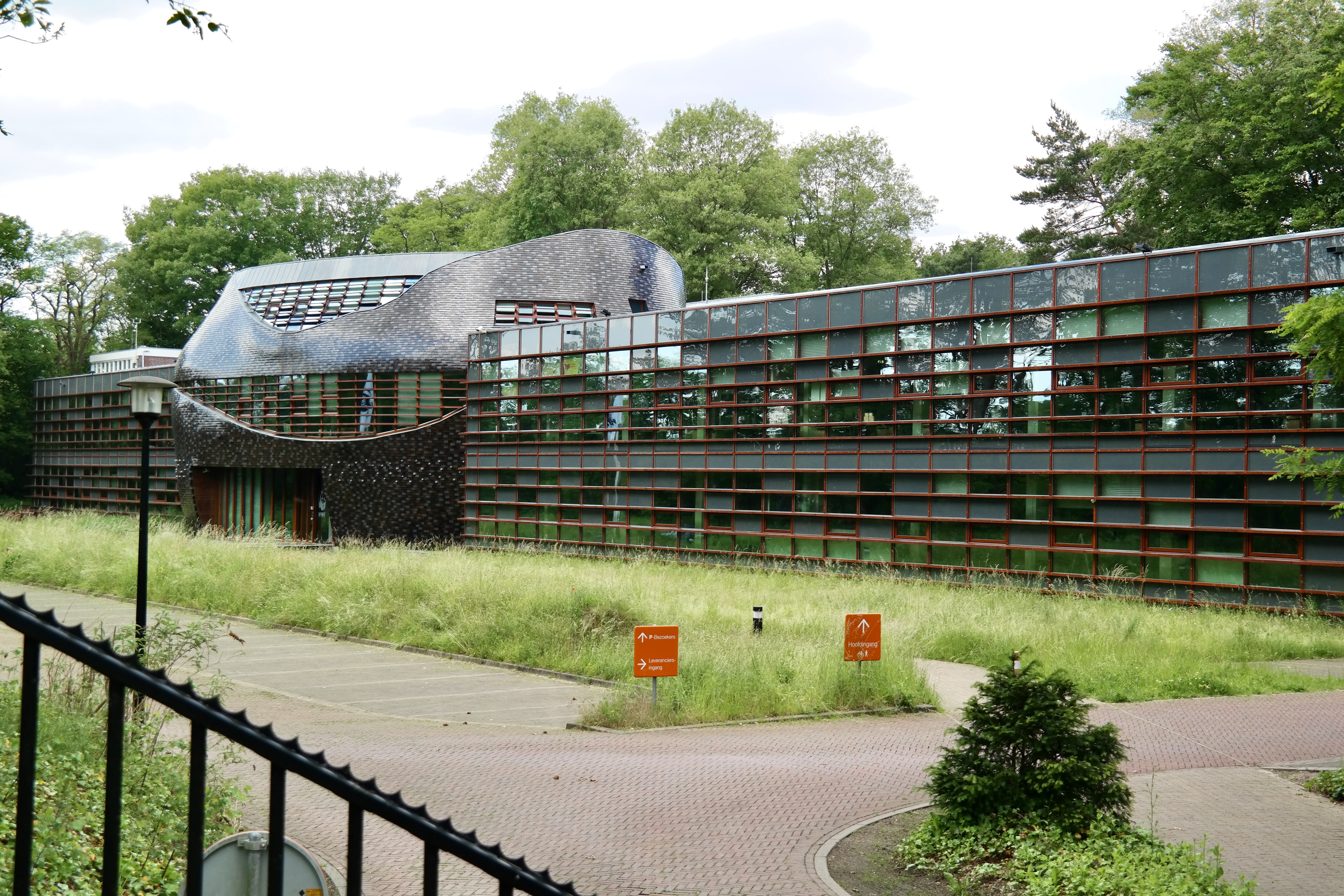
Hoofdkantoor WNF, Zeist
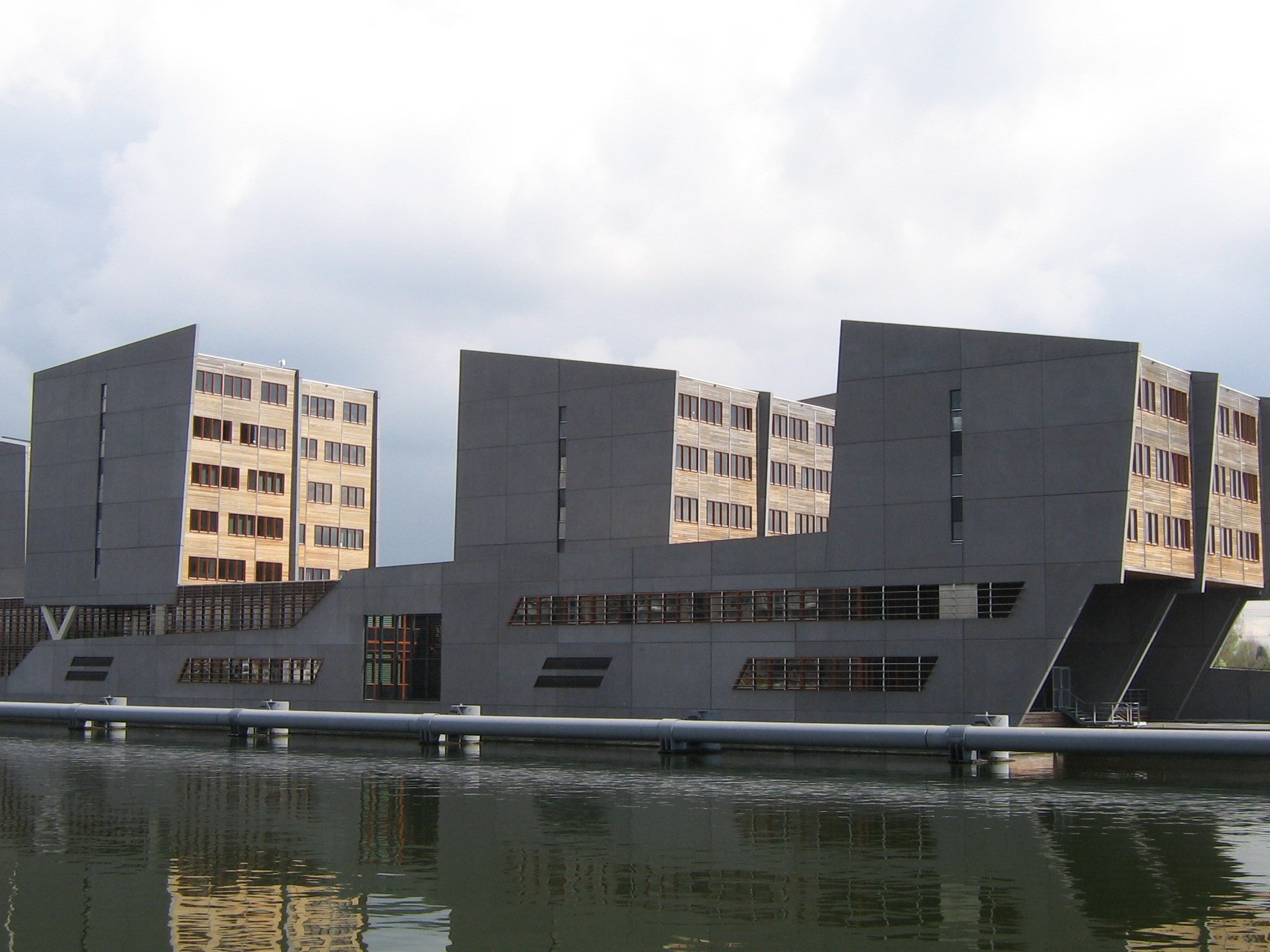
Stadskantoor Middelburg
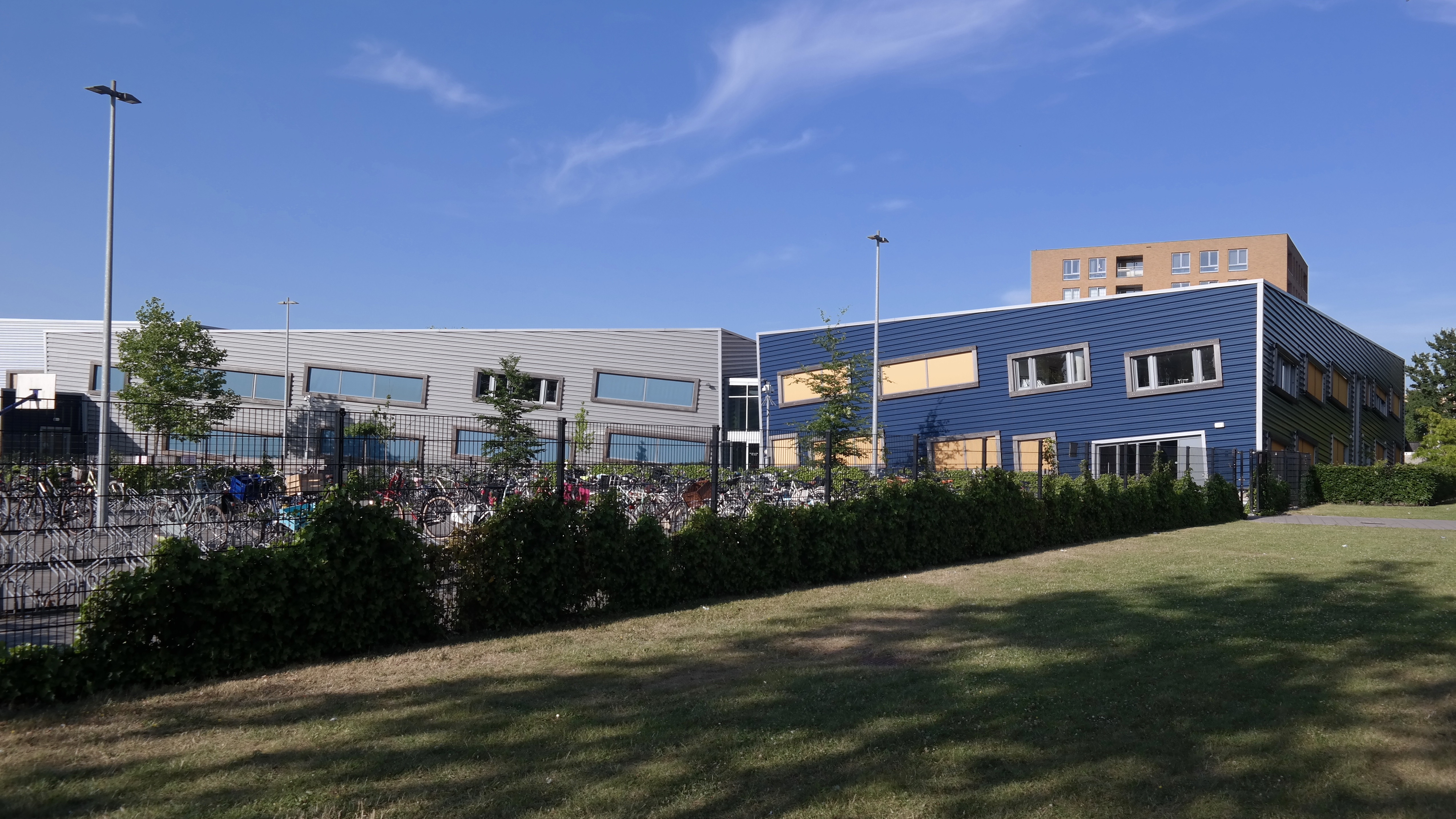
Utrechts Stedelijk Gymnasium, Utrecht
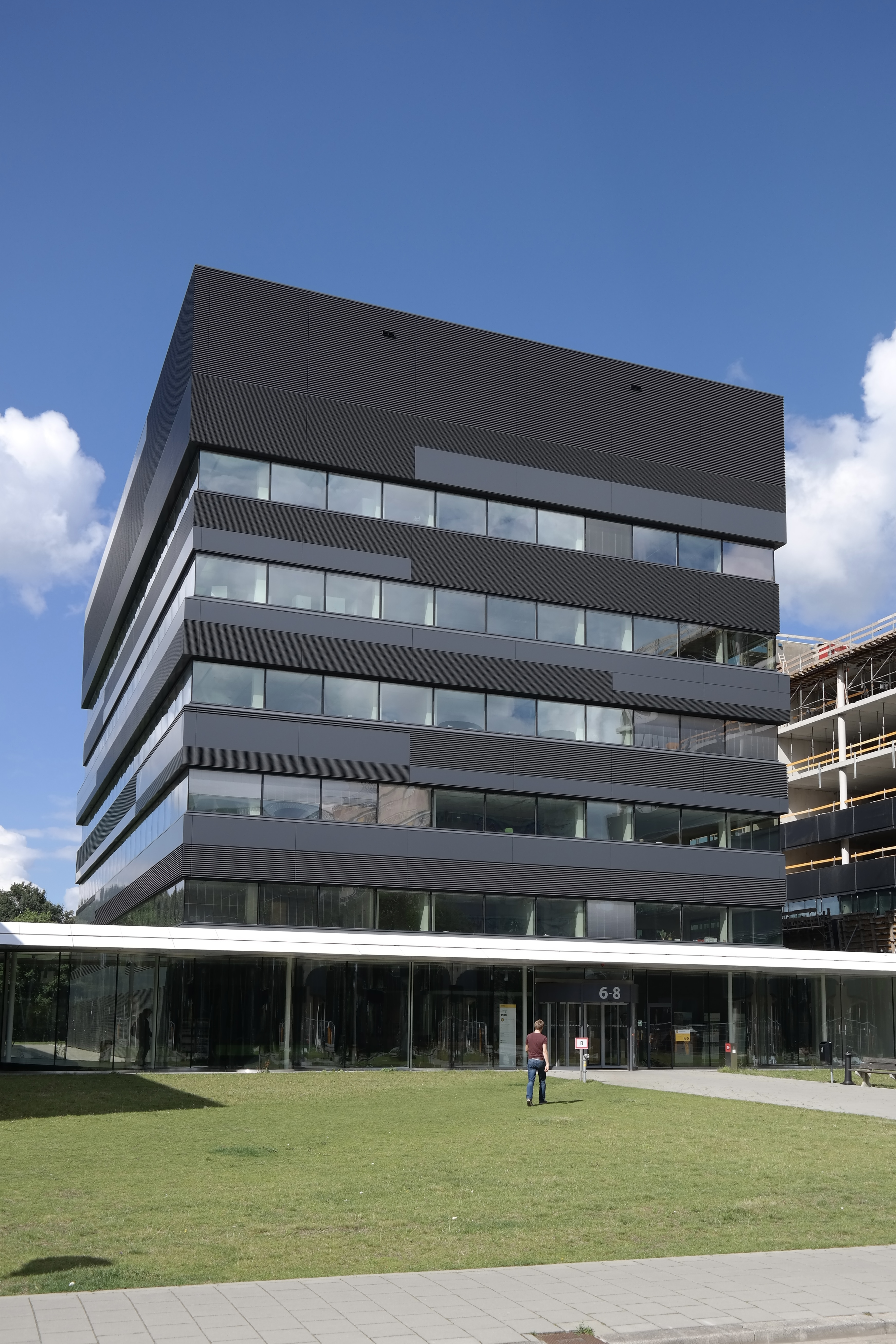
Vening Meineszgebouw B, Utrecht Science Park
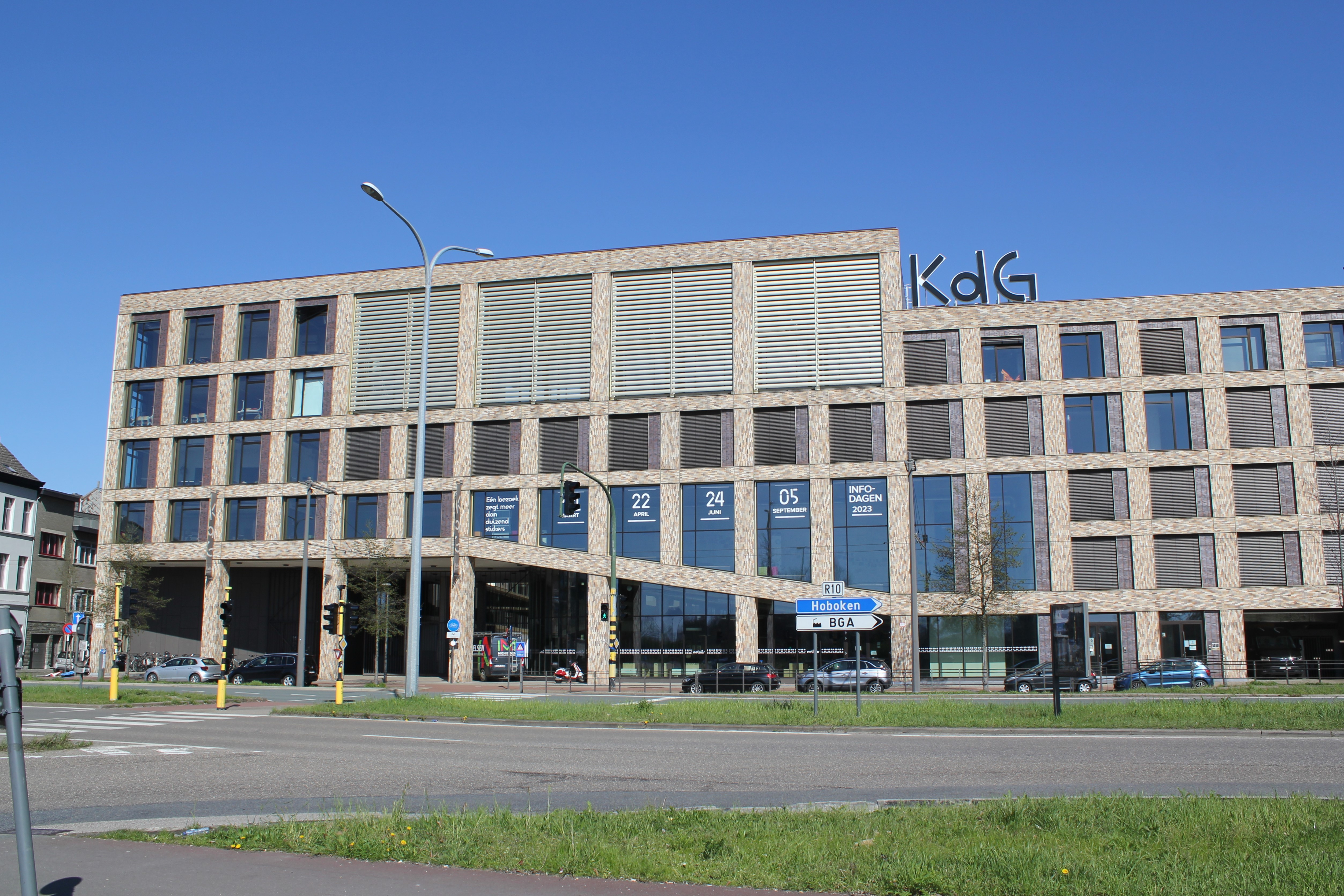
Karel de Grote Hogeschool, Antwerpen
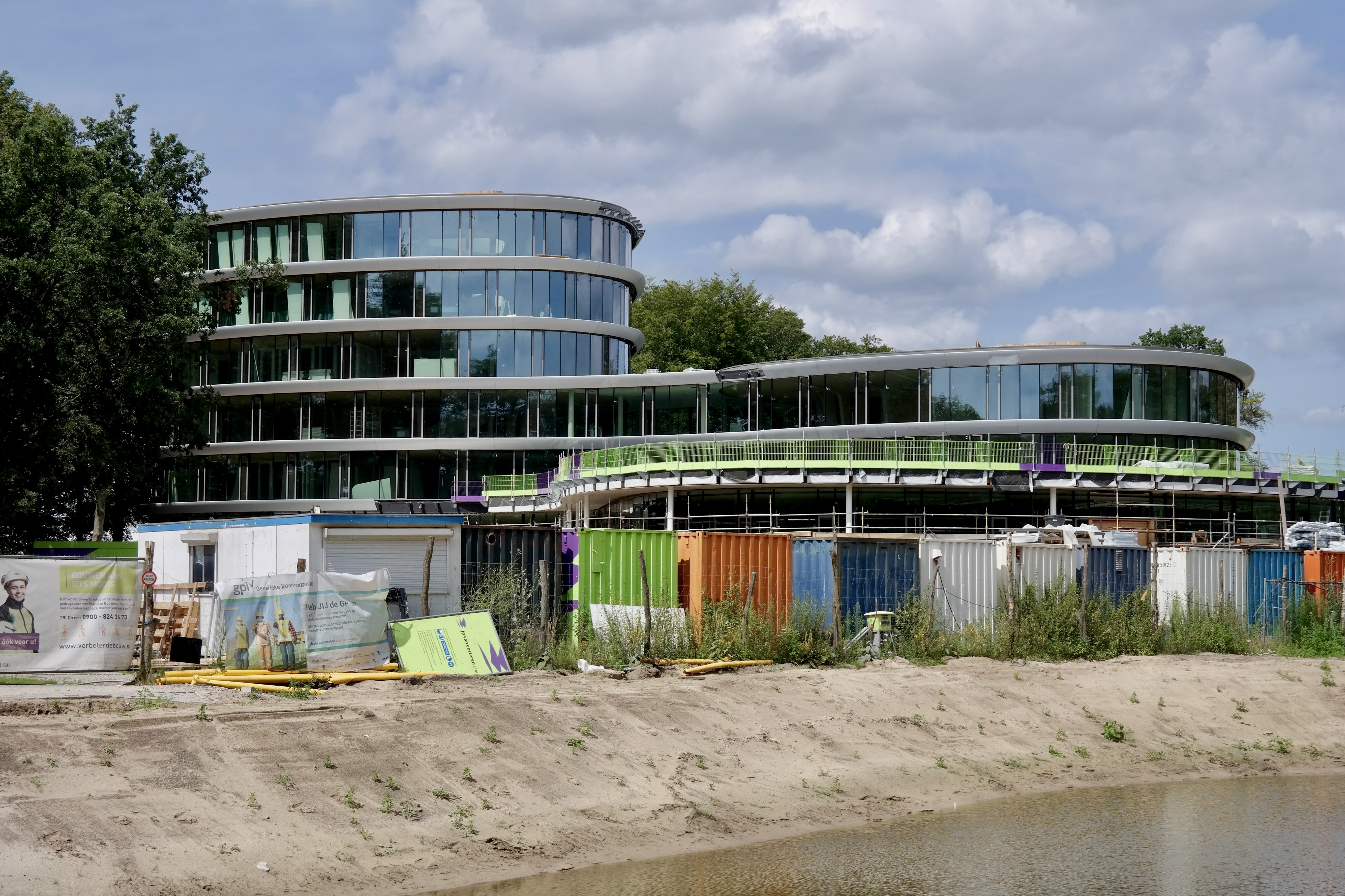
Triodos Bank in aanbouw op Landgoed De Reehorst, Driebergen-Rijsenburg

## Prijzen en onderscheidingen
In 2013 won Thomas Rau der ARC13 Oeuvre award, een prijs die jaarlijks wordt uitgereikt door vakblad De Architect aan een architect of persoon uit een verwante discipline die in het vakgebied bijdraagt aan het hervormen van de gebouwde omgeving. In 2016 bereikte Thomas Rau de tweede plek van de duurzame top 100 van dagblad Trouw, een lijst die bedoeld is om duurzame initiatieven in beeld te brengen. In 2016 werd Rau genomineerd voor de Circular Leadership Award van het World Economic Forum.  In 2018 stond hij op de zesde plaats. In 2018 kreeg Thomas Rau de ABN AMRO Duurzame 50 2018 award uitgereikt vanwege zijn bijdrage aan de verduurzaming van de gebouwde omgeving. In 2021 ontving hij de Circular Hero Award 2021 voor zijn onvermoeide pionierswerk voor een circulaire economie. Daar kwam in 2022 de ULI Germany Leadership Award for Urban Innovation bij. Madaster Germany ontving in 2024 de Deutscher Nachhaltigkeitspreis (Duitse Duurzaamheidsprijs, categorie Bouw). 